# Jean-Charles Fortuné Henry

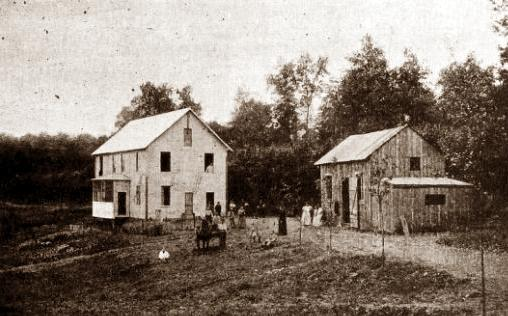
Casas na Colônia L'Essai em Aiglemont

Jean-Charles Henry também conhecido como Jean-Charles Fortuné Henry nasceu em 21 de agosto de 1869, em Limeil-Brévannes. Quando tinha apenas dois anos seu pai, Fortuné Henry fora condenado à morte em abstenção por de ter sido membro da Comuna de Paris. Mas antes de ser capturado sua família parte para o exílio na Espanha, se instalando na cidade de Barcelona. Lá nasce seu irmão mais novo, Émile Henry.
Com a anistia de 1880 a família retorna para a França. Seu pai morre dois anos depois de seu retorno, em 1882. Em 1885, então com 16 anos, Jean-Charles abandona a escola Turgot, e dispensado do serviço militar, é fichado pela polícia graças à sua militância como membro do Partido operário. 
No início do 1891, deixa o partido para juntar-se ao movimento anarquista. Após os atentados e a detenção de Ravachol, passa a participar de diversas conferências com o objetivo de defender o princípio da propaganda pelo Ato. Em 8 de dezembro de 1892 é preso e condenado a dois anos de prisão. Liberado em setembro de 1894, exerce a profissão de vendedor em uma farmácia até 1896, prosseguindo simultaneamente com intensa uma atividade militante. 
Em 1893 seu irmão mais novo, Émile Henry é guilhotinado pela autoria de dois atentados, um contra um Café freqüentado pela elite parisiense, e outro contra uma delegacia de polícia.
Em julho de 1904 seu nome figura entre os delegados do congresso constitutivo da Associação Internacional Antimilitarista (AIA) na cidade de Amsterdã. Um ano antes, inspirado por defensores do comunalismo experimental Jean-Charles funda com outros anarquistas a colônia L’Essai (O Ensaio), junto à floresta das Ardenas, perto de Aiglemont. 
Apesar de algumas notáveis realizações (uma oficina tipográfica que edita uma série de livros e dois jornais), problemas financeiros e graves dissensões internas conduzem ao desaparecimento da colônia em 1909.